# Alternative 4
Alternative 4 – czwarty studyjny album zespołu Anathema, wydany 1998. Jego nazwa wzięła się od książki Lesliego Watkinsa Alternative 3 (książka ta opowiada o teoriach spisku – natomiast płyta – o zaufaniu).

## Lista utworów
1. „Shroud of False” – 1:37
2. „Fragile Dreams” – 5:32
3. „Empty” – 3:00
4. „Lost Control” – 5:50
5. „Re-Connect” – 3:52
6. „Inner Silence” – 3:09
7. „Alternative 4" – 6:18
8. „Regret” – 7:58
9. „Feel” – 5:28
10. „Destiny” – 2:14

### Dodatkowe utwory na wydaniu z 2004 roku
1. „Your Possible Pasts” – 4:28
2. „One of the Few” – 1:51
3. „Better Off Dead” – 4:22
4. „Goodbye Cruel World” – 1:40

Trzy z tych utworów to covery Pink Floyd, z wyjątkiem „Better Off Dead” będącego coverem Bad Religion

## Twórcy
- Vincent Cavanagh – wokal, gitara
- Duncan Patterson – gitara basowa
- Daniel Cavanagh – gitara, instrumenty klawiszowe
- Shaun Steels – perkusja
- George Ricci – skrzypce
- Andy Duncan – partie perkusji w „Empty”